# Lohse (cráter marciano)
Lohse es un cráter situado en el cuadrángulo Argyre de Marte, en las coordenadas 43.7° Sur y 16.8° Oeste. Tiene 155,5 km de diámetro y debe su nombre al astrónomo alemán Wilhelm Oswald Lohse (1845-1915).  El cráter está muy erosionado, con una serie de cauces en su centro.
Los cráteres de impacto generalmente tienen un brocal con materiales eyectados a su alrededor, en contraste con los cráteres volcánicos, que normalmente no tienen un brocal o depósitos de materiales eyectados.  Cuando los cráteres superan los 10 km de diámetro normalmente tienen una cumbre central, provocada por la oscilación del terreno del cráter que sigue al impacto.
| [[File:Wikilohse.jpg\|1200px\|alt={{{Alt\|{{{descripción}}}]]                                                                       |
| Cráter Lohse, fotografía de la cámara CTX a bordo del Mars Reconnaissance Orbiter. (El norte, hacia la izquierda de la fotografía). |

## Cauces en ladera
Los "gullies" son  unos pequeños cauces característicos del planeta Marte que forman redes de canales estrechos en los taludes, con depósitos de sedimentos asociados. Reciben este nombre por su parecido con los cauces terrestres. Descubiertos por primera vez en las imágenes del Mars Global Surveyor, se localizan en pendientes empinadas, especialmente en las paredes de los cráteres. Normalmente, cada cauce tiene una alcoba dendrítica (ramificada) en su cabecera y un delantal con forma de abanico en su base, unidos por un solo hilo que forma el canal que los enlaza, dando al cauce forma de reloj de arena.  (Véase: Gully).